# Amphilophus
Amphilophus – rodzaj słodkowodnych ryb okoniokształtnych z rodziny pielęgnicowatych (Cichlidae).

## Występowanie
Ameryka Centralna i Meksyk.

## Klasyfikacja
Gatunki zaliczane do tego rodzaju:
| - Amphilophus amarillo Stauffer & McKaye, 2002 - Amphilophus astorquii Stauffer, McCrary & Black, 2008 - Amphilophus chancho Stauffer, McCrary & Black, 2008 - Amphilophus citrinellus (Günther, 1864) – pielęgnica cytrynowa - Amphilophus erythraeus (Günther, 1867) - Amphilophus flaveolus Stauffer, McCrary & Black, 2008 - Amphilophus globosus Geiger, McCrary & Stauffer, 2010 - Amphilophus hogaboomorum (Carr & Giovannoli, 1950) - Amphilophus istlanus (Jordan & Snyder, 1899) | - Amphilophus labiatus (Günther, 1864) – pielęgnica czerwonawa - Amphilophus lyonsi (Gosse, 1966) - Amphilophus sagittae Stauffer & McKaye, 2002 - Amphilophus supercilius Geiger, McCrary & Stauffer, 2010 - Amphilophus tolteca Recknagel, Kusche, Elmer & Meyer, 2013 - Amphilophus trimaculatus (Günther, 1867) - Amphilophus viridis Recknagel, Kusche, Elmer & Meyer, 2013 - Amphilophus xiloaensis Stauffer & McKaye, 2002 - Amphilophus zaliosus (Barlow, 1976) |

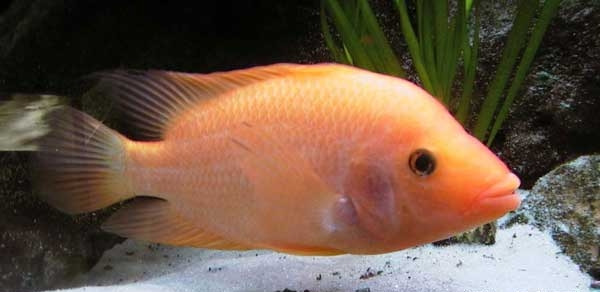
Amphilophus labiatus